# Lutz Helmig
Lutz Mario Helmig (* 26. Januar 1946 in Güsen) ist ein deutscher Chirurg und Unternehmer. Er ist Gründer der Helios Kliniken und der Beteiligungsgesellschaft Aton.

## Leben
Von 1948 bis 1965 wuchs Lutz Helmig in Trier auf. Von 1965 bis 1971 studierte er an der Albert-Ludwigs-Universität Freiburg und der Heinrich-Heine-Universität Düsseldorf Medizin. Helmig wurde 1972 promoviert und approbiert. Von 1971 bis 1977 bildete er sich zum Facharzt für Chirurgie/Gefäßchirurgie weiter. Ab 1977 arbeitete er als Gefäßchirurg in der Klinik Oberwald in Grebenhain, an der er auch bis zum Verkauf der Helios-Kliniken mit 33,3 % beteiligt war. Im Juli 2013 beglich Helmig sämtliche Schulden der Gemeinde Grebenhain (wo er seit 1977 seinen Erstwohnsitz hat) in Höhe von 2,1 Millionen Euro durch eine Spende in gleicher Höhe, unter der Auflage, dass die Gemeinde in den folgenden drei Jahren einen ausgeglichenen Haushalt vorlegen kann. Im November 2015 spendete Helmig 200.000 Euro an die FDP. Anfang 2017 folgte eine weitere Spende an die FDP über 300.000 Euro. Lutz Helmig ist verheiratet und hat zwei Kinder.

### Klinikgesellschaften
Helmig stieg 1982 als Komplementär in die Klinik Oberwald im Grebenhainer Ortsteil Oberwald ein. 1987 gründete er die Hospitalgesellschaft Dr. Helmig GmbH sowie, zusammen mit dem Rechtsanwalt Bernard große Broermann, die Asklepios-Kliniken-Gruppe. 1994 trennte sich Helmig von der Asklepios-Kliniken-Gruppe. Er wurde Geschäftsführer der Hospitalgesellschaft Dr. Helmig GmbH, die 1995 in Helios Kliniken umbenannt wurde. Er war von 1994 bis 1999 geschäftsführender Gesellschafter der Helios Kliniken. Im Jahr 2000 zog er sich aus dem operativen Geschäft zurück. Seine Familie und er hielten zuletzt 94 % an dem Unternehmen, bis sie es im Oktober 2005 für 1,5 Mrd. Euro an den Gesundheitskonzern Fresenius verkauften. Seine Erfahrungen als Geschäftsführer und Eigentümer der Kliniken legte Helmig 2013 in seinem Buch Gesundheit und Freiheit. Entwurf einer Gesundheitswirtschaft für freie Bürger dar.

### Vermögen und Unternehmensbeteiligungen
2001 gründete Helmig die Aton GmbH in Fulda, die das Familienvermögen primär verwaltet. 2011 setzte Aton rund 1,9 Milliarden Euro um. Ferner verwaltet die ebenfalls von Helmig gegründete Horus Finanzholding das Vermögen. Im Februar 2006 stieg Helmig mit 25,1 % bei der Fluggesellschaft dba ein. Zum Kaufpreis wurde Stillschweigen vereinbart. Helmig blieb Mitbesitzer bis Dezember 2006, als die dba von Air Berlin übernommen wurde. Zum Abschied schenkte er jedem dba-Mitarbeiter 195 Aktien von Air Berlin im Wert von über 3.000 Euro. Im selben Jahr übernahm Helmig 100 % der Stammaktien des Ingenieurdienstleisters Edag von den Gründerfamilien. Im Januar 2008 kaufte Helmig 14,1 Millionen Lufthansa-Aktien und stieg mit 3,11 % bei der Fluggesellschaft ein. Im August 2009 erwarb Helmig 8 % der Anteile des Maschinenbaukonzerns Dürr für 15,4 Millionen Euro und erreichte damit eine Sperrminorität. Im September 2012 teilte die Landesbank Baden-Württemberg den Verkauf von knapp 9 % am Bauspar- und Versicherungskonzern Wüstenrot & Württembergische an Helmig mit. Die Anteile werden von der Horus Finanzholding gehalten. Bereits im Juli 2012 erwarb Helmig knapp 48 % an der Privatbank Ellwanger & Geiger von der Landesbank Baden-Württemberg. 2014 übernahm Helmig mit seiner Horus Holding 77 % des Vermögensverwalters Spiekermann & Co. Nach dem Börsengang von Edag im Dezember 2015 erwarb Helmig für 16,6 Millionen Euro weitere Aktien des Automobildienstleisters und hielt damit über 60 % der Aktien. Im März 2017 wurde Helmig mit seiner Horus V-Bank Holding neuer Hauptaktionär der V-Bank.
Im August 2017 wurde das Vermögen von Helmig im Forbes Magazine The World’s Billionaires mit 2,2 Milliarden US-Dollar angegeben. Damit belegte er Platz 1290 der reichsten Menschen der Welt und Platz 84 der reichsten Deutschen.

### Kritik
Im Artikel „Die Klinik-Controller“ des Magazins Der Spiegel wurde Helmig 2014 damit konfrontiert, dass die Zahl der Patienten zwischen 2001 und 2011 gestiegen, die Zahl der Pflegekräfte im gleichen Zeitraum aber gesunken ist. Daraufhin äußerte er sich in einer Weise, die vom Deutschen Berufsverband für Pflegeberufe (DBfK) kritisiert wurde: „Professionelle Pflege braucht sich derart unverschämte Sprüche in 2014 nicht mehr bieten zu lassen.“